# توماس دارنيل
توماس دارنيل (بالإنجليزية: Thomas Darnell)‏ هو رسام أمريكي، ولد في 2 فبراير 1958 في سان أنطونيو في الولايات المتحدة.